# Gare de Bruxelles-Allée-Verte
La gare de Bruxelles-Allée-Verte (Groendreefstation en néerlandais) était une gare ferroviaire belge de la ligne de Bruxelles à Anvers. Elle était située à proximité de l'ancienne promenade de l'Allée verte, établie le long du canal de Bruxelles à Vilvorde, au nord-ouest de la Ville de Bruxelles, dans l'actuelle Région de Bruxelles-Capitale.
Première gare bruxelloise, elle est mise en service en 1835 par l'administration des Chemins de fer de l'État belge, lorsqu'elle ouvre à l'exploitation la première section de la première ligne de chemin de fer en Belgique.

## Situation

### Ferroviaire
Établie à environ 18 mètres d'altitude, la gare de Bruxelles-Allée-Verte était l'origine de la ligne de Bruxelles à Anvers.

### Géographique
Son emplacement, au sud de l'Allée verte, était situé sur la commune de Molenbeek-Saint-Jean (section du "Faubourg de Laeken") près de la frontière avec Laeken, jusqu'en 1897 puis sur celle de Bruxelles-ville (à la suite de l'Arrêté Royal concernant les modifications territoriales pour les nouvelles installations maritimes de Bruxelles, avec déplacement du canal de Willebroeck et annexion de l'Allée verte auparavant située sur les deux communes mentionnées ci-dessus).

## Histoire

Plan de situation en 1843.

La station de Bruxelles-Allée-Verte est mise en service le 5 mai 1835 par les Chemins de fer de l'État belge, lors de l'inauguration et de l'ouverture de l'exploitation de la section de Bruxelles à Malines de la première ligne de chemin de fer en Belgique. Elle dispose d'un enclos avec un petit bâtiment en bois dont la fonction est d'abriter le lieu de vente de billets aux voyageurs. L'enclos est accessible par la promenade de l'Allée-Verte, lieu à la mode pour les Bruxellois, le long du canal de Bruxelles à Vilvorde. C'est une gare en impasse (les voies se terminent par un heurtoir) avec trois voies établies en parallèle.,.
Par beau temps la foule se presse vers la nouvelle gare pour assister aux départs des locomotives qui sont au nombre de trois : « La Flèche », « Stephenson » et « l'Éléphant » pour tracter les trains dans lesquels vont monter les quelque 900 invités. « L'Éléphant », moins rapide mais plus puissante prend en charge la traction des trois trains pour le retour qui va prendre plus de temps que prévu du fait d'un arrêt pour refaire le plein d'eau de la locomotive. À la gare, la foule montre un peu d'inquiétude avant d'entendre le sifflet de la machine qui arrive et pouvoir ainsi clamer son enthousiasme. Dès le lendemain, les candidats au voyage sont nombreux à descendre de l'omnibus pour juste faire l'aller et le retour entre l'Allée-Verte et Malines. 150 000 « touristes » vont prendre le train dans les mois qui suivent. Le prix des titres de transport s'envole dans des ventes « sous le manteau » au point que cela nécessite des mesures fermes pour rétablir l'ordre.
Le 26 septembre 1841, une autre gare est ouverte dans le nord de la ville, la gare dite du « Jardin botanique » qui deviendra la gare du Nord. Une voie est aussi ouverte en 1841 et est utilisée jusqu’en 1871, pour relier la gare de l’Allée Verte à la gare des Bogards, qui deviendra la gare du Midi, le long de la petite ceinture. 

Évolution de la situation de la gare
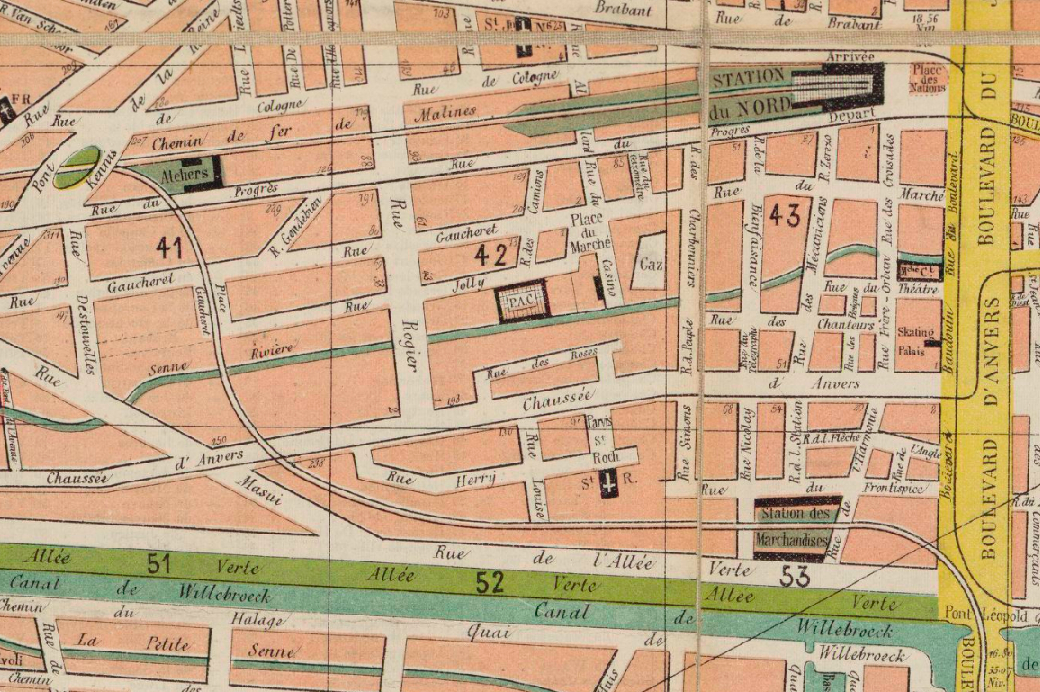
Plan de 1878.
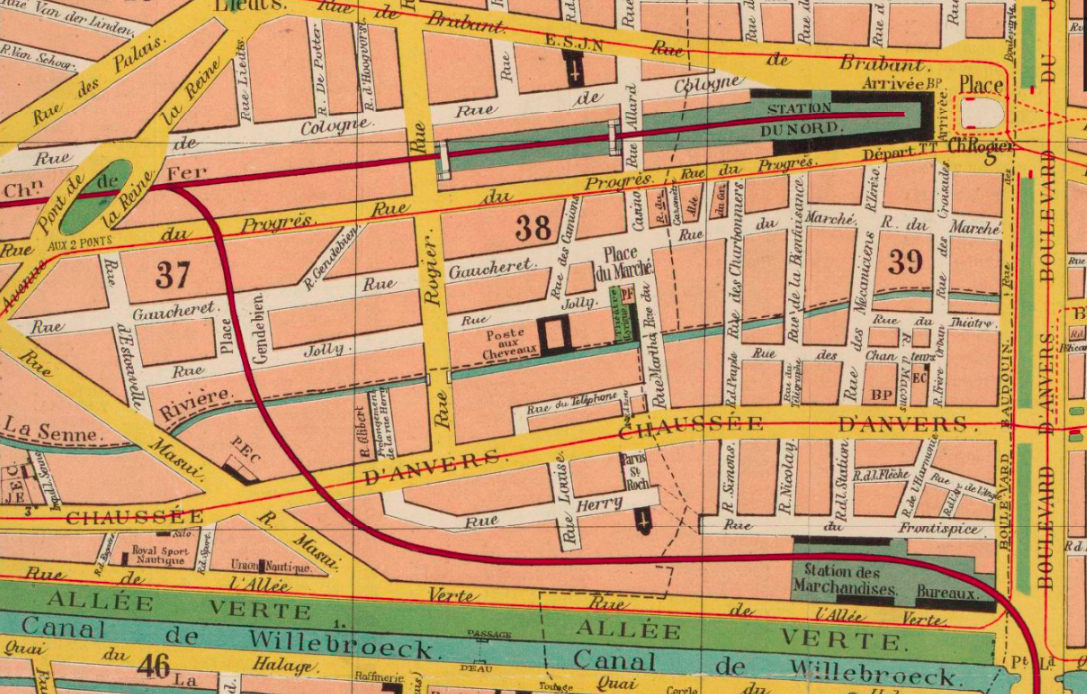
Plan de 1897.
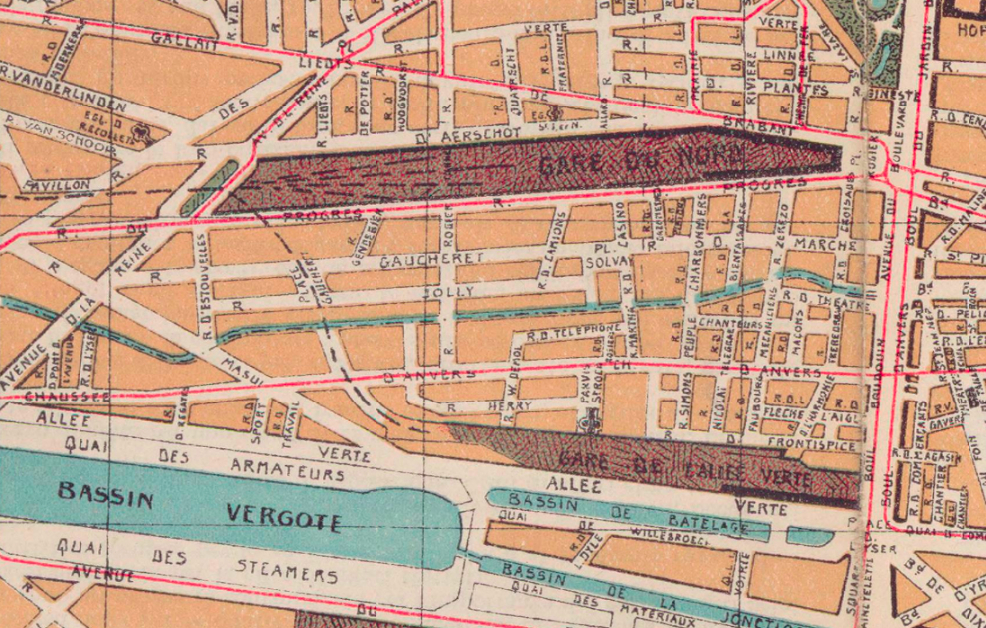
Plan de 1924.

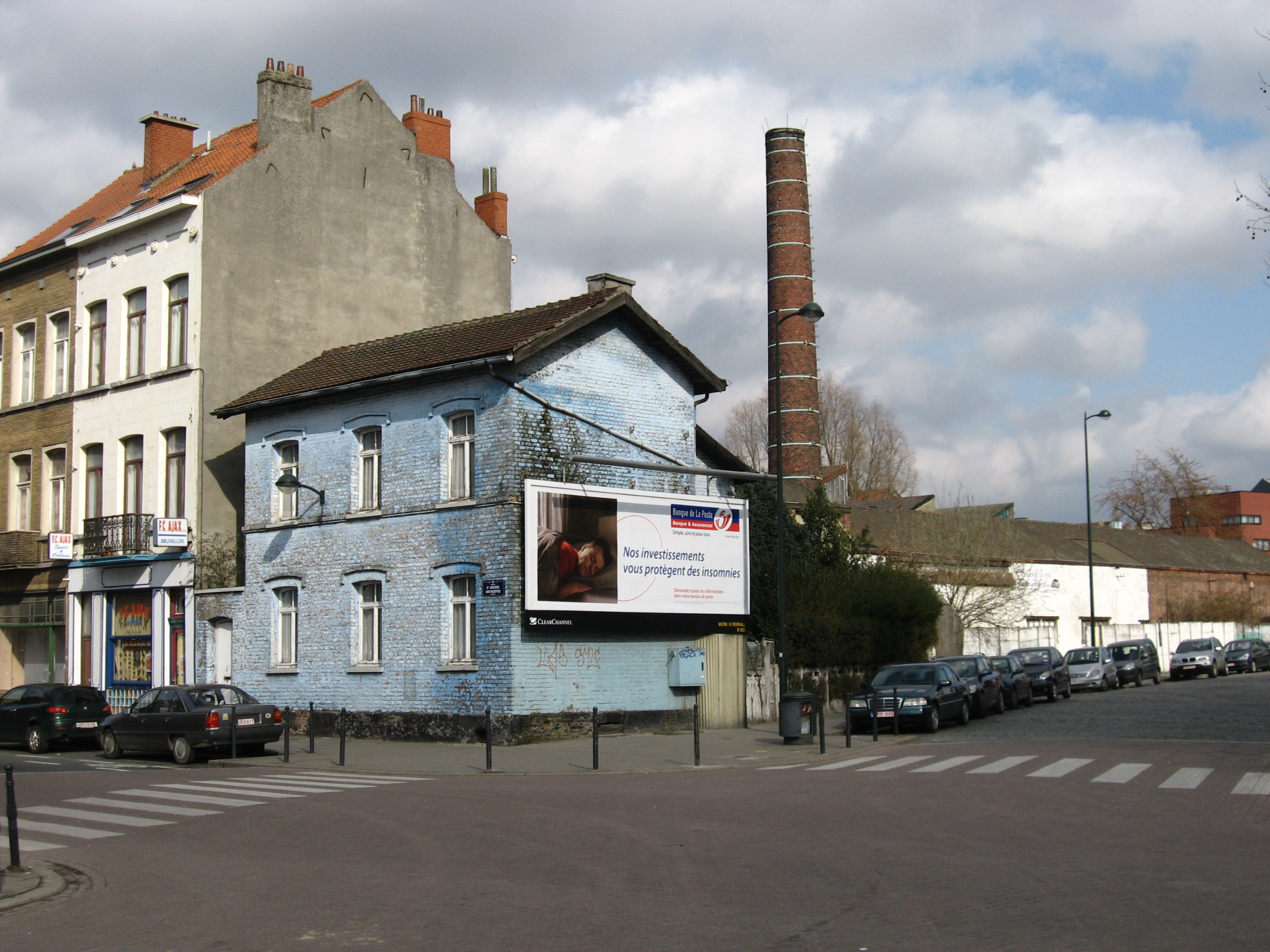
Maison de garde-barrière le long de l'ancien raccordement menant à la gare de l'Allée verte

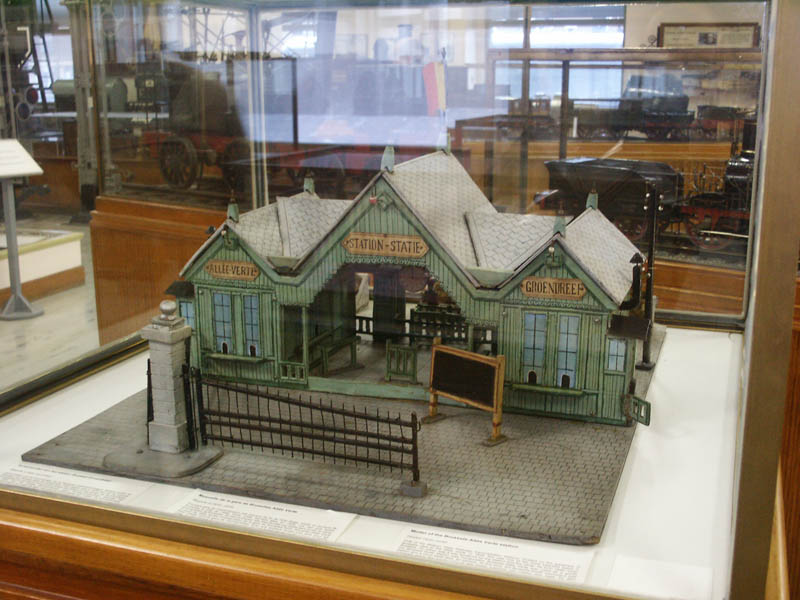
Modèle réduit de la gare à l'ancien musée des chemins de fer de la gare de Bruxelles-Nord.

L'agrandissement progressif de la gare de Bruxelles-Nord ne mit cependant pas fin au trafic des trains vers la gare de l'Allée verte. Des installations de déchargement des marchandises furent construites en gare de l'Allée verte[Quand ?].
Celle-ci recevait un important trafic marchandises à destination du port de Bruxelles et d'entreprises locales jusqu'à la construction de la gare de Bruxelles-Tour et Taxis, inaugurée de 1902 à 1907, et à la création de nouvelles installations à Schaerbeek dans les années 1920[réf. nécessaire]. Jusque dans les années 1950, il subsistait aux heures de pointe des trains d'ouvriers en provenance de Zottegem, Termonde, Gand et Alost, ainsi que quelques dessertes locales sur la rive droite du canal Bruxelles-Charleroi.
La construction de la jonction Nord-Midi et la surélévation des voies entre Schaerbeek et Bruxelles-Nord condamnait à terme la gare de Bruxelles-Allée-Verte, vétuste, exiguë et construite au niveau du sol ce qui impliquait la présence de plusieurs passages à niveau[réf. nécessaire]. 
Elle est fermée au service des voyageurs le 16 janvier 1954, et les installations sont démolies entre 1954 et 1958 pour y aménager l'agrandissement de l’héliport de Bruxelles-Allée-Verte (1953-1966), en prévision de l’exposition universelle de 1958,,.
La ligne d'accès à la gare de l'Allée verte a été déferrée dans les années 1950 et intégrée au réseau routier de la ville de Bruxelles ; il s'agit de l'avenue Philippe Thomas, de la place Gaucheret et de l'avenue de l'héliport.

### Webographie
- G. Feron et rixke, « Les gares de Bruxelles », sur rixke.tassignon, 3 octobre 2008 (consulté le 14 janvier 2019).